# Білоконь Олександр Вікторович
Олекса́ндр Ві́кторович Білоко́нь (6 жовтня 1974 — 24 лютого 2015) — солдат Збройних сил України.

## Життєвий шлях
Займався спортом, строкову службу відслужив у морській піхоті. Проживав в Комсомольську, працював у СПУ ВАТ «Полтавський ГЗК».
Мобілізований, зв'язківець 30-ї окремої механізованої бригади.
Разом з військовою частиною вийшов з Дебальцевого, де зазнав контузії.
Помер у шпиталі через інфаркт.
Похований на міському цвинтарі Горішніх Плавнів 28 лютого 2015-го з військовими почестями.
Без Олександра лишилися син та донька-першокласниця.

## Нагороди та вшанування
- Указом Президента України № 553/2015 від 22 вересня 2015 року — орденом «За мужність» III ступеня (посмертно)[1]